# Гейківська сільська рада
Ге́йківська сільська́ ра́да — орган місцевого самоврядування у Криворізькому районі Дніпропетровської області. Адміністративний центр — село Ранній Ранок.

## Загальні відомості
- Населення ради: 1 839 осіб (станом на 2001 рік)

## Населені пункти
Сільській раді підпорядковані населені пункти:
- с. Гейківка
- с. Іванівка
- с. Кривбас
- с. Новий Кременчук
- с. Павлівка
- с. Ранній Ранок

## Склад ради
Рада складається з 18 депутатів та голови.
- Голова ради: Єфіменко Олександра Петрівна

### Керівний склад попередніх скликань
| Прізвище, ім'я, по батькові  | Основні відомості                                   | Дата обрання | Дата звільнення |
| ---------------------------- | --------------------------------------------------- | ------------ | --------------- |
| Єфіменко Олександра Петрівна | Сільський голова, 1969 року народження, освіта вища | 26.03.2006   | 31.10.2010      |
| Єфіменко Олександра Петрівна | Сільський голова, 1969 року народження, освіта вища | 31.10.2010   |                 |

Примітка: таблиця складена за даними сайту Верховної Ради України

### Депутати
За результатами місцевих виборів 2010 року депутатами ради стали:

#### За суб'єктами висування
| Суб'єкт висування | Кількість обраних депутатів | % |
| ----------------- | --------------------------- | - |
| Партія            |                             |   |

#### За округами
| № округу        | Прізвище, ім'я, по батькові     | Дата визнання обраним | Освіта  | Партійна приналежність | Відомості про обраного депутата                                |
| --------------- | ------------------------------- | --------------------- | ------- | ---------------------- | -------------------------------------------------------------- |
| Партія регіонів |                                 |                       |         |                        |                                                                |
| 1               | Зоря Наталія Петрівна           | 01.11.2010            | вища    |                        | Гейківська сільська рада, спеціаліст                           |
| 2               | Мамоненко Руслана Володимирівна | 01.11.2010            | вища    |                        | ОКЗ «Гейківська психоневрологична лікарня», психолог           |
| 3               | Ей Віолета Володимирівна        | 01.11.2010            | вища    |                        | Гейківська сільська рада, секретар                             |
| 4               | Ляшенко Іванна Олександрівна    | 01.11.2010            | вища    | член Партії регіонів   | Гейківський дитячий навчальний заклад, завідувачка             |
| 5               | Скакуненко Марія Леонідівна     | 01.11.2010            | вища    | член Партії регіонів   | приватний підприємець                                          |
| 6               | Іванова Вікторія Віталіївна     | 01.11.2010            | вища    | член Партії регіонів   | Гейківська загальноосвітня школа, заступник директора          |
| 7               | Невмержицька Тетяна Василівна   | 01.11.2010            | вища    | член Партії регіонів   | Кривбасівський фельдшерсько-акушерський пункт, завідувачка     |
| 8               | Печена Тетяна Петрівна          | 01.11.2010            | середня | член Партії регіонів   | пенсіонер                                                      |
| 9               | Калакай Наталія Вікторівна      | 01.11.2010            | вища    | член Партії регіонів   | Криворізький технічний університет, студент                    |
| 10              | Уткіна Валентина Юріївна        | 01.11.2010            | середня | член Партії регіонів   | приватний підприємець                                          |
| 11              | Панасенко Тамара Миколаївна     | 01.11.2010            | вища    | член Партії регіонів   | ОКЗ «Гейківська психоневрологічна лікарня», головний бухгалтер |
| 12              | Кучеренко Віктор Андрійович     | 01.11.2010            | вища    | член Партії регіонів   | ПП «Агромир», головний агроном                                 |
| 13              | Скляр Людмила Григорівна        | 01.11.2010            | вища    | член Партії регіонів   | Гейківський дитячий навчальний заклад «Теремок», вихователь    |
| 14              | Кацапенко Валерій Євгенович     | 01.11.2010            | вища    | член Партії регіонів   | Гейківське ЖКП, начальник                                      |
| 15              | Ховряков Олександр Анатолійович | 01.11.2010            | вища    |                        | Гейківська сільська рада, землевпорядник                       |
| 16              | Чубенко Олена Іванівна          | 01.11.2010            | вища    | член Партії регіонів   | Гейківський СБК, художній керівник                             |
| 17              | Юречко Юрій Віталійович         | 01.11.2010            | середня | член Партії регіонів   | тимчасово не працює                                            |
| 18              | Берестенко Антоніда Іванівна    | 01.11.2010            | середня | член Партії регіонів   | пенсіонер                                                      |